# Diploclisia
Diploclisia es un género con ocho especies de plantas de flores perteneciente a la familia Menispermaceae. Nativo del sur y sudeste de Asia.

## Especies seleccionadas
- Diploclisia affinis
- Diploclisia chinensis
- Diploclisia glaucescens
- Diploclisia inclyta
- Diploclisia kunstleri
- Diploclisia lepida
- Diploclisia macrocarpa
- Diploclisia pictinervis